# 궁리 (쇼트트랙 선수)
궁리(중국어: 公俐, 병음: Gōng Lì, 한자음: 공리, 2000년 7월 9일~)은 중화인민공화국의 쇼트트랙 선수이다.

## 경력
2000년 칭다오에서 태어난 궁리는 2011년에 칭다오시 빙상단에 유소년 선수로 입단하여 쇼트트랙 선수 경력을 시작했다.
2017년 1월 오스트리아 인스브루크에서 열린 2011년 세계 주니어 선수권 대회에 참가했고 여자 계주 종목 우승을 차지했다. 이듬해인 2018년 3월 캐나다 몬트리올에서 열린 2018년 세계 선수권 대회에 중국 국가대표로 참가했다. 그녀는 계주 종목에만 출전했고 중국팀은 실격 처리되었다.
이후 중국 국가대표에서 이탈했다가 2022년에 다시 중국 국가대표에 합류했다. 같은 해 10월 몬트리올에서 열린 월드컵 1차 대회에 참가하면서 쇼트트랙 월드컵 데뷔전을 가졌다. 그녀는 첫 경기인 여자 1500m에서 10위를 기록했다.
2025년 2월 하얼빈에서 열린 2025년 동계 아시안 게임에 참가했고 여자 1500m 종목에서 대한민국의 김길리의 뒤를 이어 은메달을 획득했다.